# Klaus Bodenmüller
Klaus Bodenmüller (Feldkirch, 6 settembre 1962) è un ex pesista austriaco, campione europeo indoor nel 1990.

## Biografia

### Gli inizi (1971-1982)
Iniziò a praticare l'atletica leggera all'età di nove anni, nell'ottobre 1971, spinto dalla madre che lo iscrisse alla squadra sportiva del paese.
Partecipò alla sua prima competizione nel getto del peso, a livello giovanile, il 26 aprile 1975 a Götzis.
Inizialmente si appassionò molto al tiro del giavellotto ma decise poi di concentrarsi nel getto del peso visti i migliori risultati.
Fu nel 1980 che iniziò ad ottenere importanti risultati a livello nazionale, stabilendo anche il record del Vorarlberg con un lancio a 16,20 metri con l'attrezzo da 7,260 kg.

### Vicino al ritiro (1983-1985)
Durante i primi anni ottanta incrementò le sue prestazioni superando la soglia dei 17 metri nel 1983 e raggiungendo i 18,30 metri nel 1985.
Anche se capace di buoni risultati a livello nazionale decise comunque di accantonare la carriera sportiva, prima per svolgere il servizio militare e poi per concentrarsi nell'attività lavorativa.
Nel mese di aprile del 1985, durante un ritiro nazionale di allenamento, venne colpito alla testa da un peso e venne ricoverato in ospedale per ben tre settimane per una commozione cerebrale.

### L'affermazione internazionale (1986-1989)
Conclusa la stagione 1985 decise di affidarsi alla guida tecnica dello svizzero Jean-Pierre Egger, allenatore di Werner Günthör, che lo seguirà poi fino alla fine della carriera.
Fu in questo periodo che divenne compagno di allenamento, e amico, di Werner Günthör.
Nel 1986 fece il suo esordio internazionale, ai Campionati europei di Stoccarda, dove però non raggiunse la finale concludendo quattordicesimo con un lancio a 18,90 metri.
Nel 1987, ottenne ottimi risultati a livello indoor, con la partecipazione alle finali sia degli europei, che lo videro concludere quarto a un passo dal podio, che dei mondiali.
Durante la stagione all'aperto riuscì a superare ancora la soglia dei 20 metri stabilendo anche, il 13 giugno, l'attuale record nazionale austriaco a 20,79 m.
Ai Campionati mondiali di Roma concluse settimo a 20,41 metri.
L'anno successivo fece il suo esordio olimpico alle Olimpiadi di Seul 1988 terminando la sua gara con la sedicesima misura a causa di un grave infortunio alla gamba destra, intercorso al secondo turno di lanci delle qualificazioni.

### I successi (1990-1992)
Bodenmüller è stato uno dei pochissimi atleti maschi austriaci a gareggiare a livello internazionale dal dopoguerra, ed è stato l'unico a vincere una medaglia durante un campionato mondiale di atletica.
L'anno iniziò con i migliori auspici con la vittoria ai Campionati europei indoor di Glasgow con il nuovo record nazionale austriaco a 21,03 metri.
Nell'occasione riuscì a battere il campione olimpico Ulf Timmermann.
Durante la stagione all'aperto si dovette invece accontentare del decimo posto agli europei di Spalato.
L'anno successivo ottenne ancora importanti risultati vincendo la medaglia d'argento ai mondiali indoor di Siviglia con un lancio a 20,42 metri, alle spalle del solo Günthör.
Nel 1992 partecipò agli europei indoor di Genova come campione in carica ma non riuscì a bissare l'impresa di due anni prima concludendo solo terzo ad un solo centimetro dalla fettuccia dei 20 metri.
Durante la stagione all'aperto prese parte alle Olimpiadi di Barcellona 1992 giungendo in finale e conquistando la sesta posizione.

### Il ritiro (1993)
Nel 1993, dopo la delusione dei mondiali di Stoccarda, decise di ritirarsi dalle competizioni all'età di 30 anni.

### Vita privata
Dopo essersi laureato nel 1999, lavora come programmatore per la società Lustenauer Alge-Timing.
Attualmente vive solo.
Nel tempo libero pratica ancora sport dedicandosi alla corsa di resistenza.

## Record nazionali

### Seniores
- Getto del peso: 20,79 m ( Linz, 13 giugno 1987)
- Getto del peso indoor: 21,03 m ( Glasgow, 3 marzo 1990)

## Progressione

### Getto del peso outdoor
| Stagione | Risultato | Luogo      | Data      | Rank. Mond. |
| -------- | --------- | ---------- | --------- | ----------- |
| 1993     | 20,14 m   | -          | -         | -           |
| 1992     | 20,48 m   | Barcellona | 31-7-1992 | 20º         |
| 1991     | 19,63 m   | Losanna    | 10-7-1991 | 30º         |
| 1990     | 19,62 m   | Spalato    | 29-8-1990 | 45º         |
| 1989     | 20,00 m   | Bruxelles  | 5-8-1989  | 29º         |
| 1988     | 18,98 m   | Zurigo     | 17-8-1988 | 95º         |
| 1987     | 20,79 m   | Linz       | 13-6-1987 | 15º         |
| 1986     | 19,97 m   | -          | -         | -           |
| 1985     | 18,24 m   | -          | -         | -           |
| 1984     | 18,17 m   | -          | -         | -           |
| 1983     | 17,89 m   | -          | -         | -           |
| 1982     | 17,31 m   | -          | -         | -           |
| 1981     | 16,09 m   | -          | -         | -           |
| 1980     | 16,20 m   | -          | -         | -           |
| 1979     | 12,90 m   | -          | -         | -           |
| 1978     | 11,80 m   | -          | -         | -           |

### Getto del peso indoor
| Stagione | Risultato | Luogo   | Data      | Rank. Mond. |
| -------- | --------- | ------- | --------- | ----------- |
| 1992     | 20,57 m   | -       | -         | -           |
| 1991     | 20,44 m   | -       | -         | 3º          |
| 1990     | 21,03 m   | Glasgow | 3-3-1990  | 4º          |
| 1988     | 20,25 m   | -       | -         | -           |
| 1987     | 20,16 m   | Liévin  | 21-2-1987 | 13º         |
| 1986     | 19,14 m   | Vienna  | -         | -           |

## Palmarès
| Anno | Manifestazione  | Sede         | Evento         | Risultato | Misura  | Note                                     |
| ---- | --------------- | ------------ | -------------- | --------- | ------- | ---------------------------------------- |
| 1987 | Mondiali indoor | Indianapolis | Getto del peso | 10º       | 18,84 m |                                          |
| 1987 | Europei indoor  | Liévin       | Getto del peso | 4º        | 20,16 m |                                          |
| 1987 | Mondiali        | Roma         | Getto del peso | 7º        | 20,41 m |                                          |
| 1988 | Europei indoor  | Budapest     | Getto del peso | 4º        | 19,70 m |                                          |
| 1988 | Olimpiadi       | Seul         | Getto del peso | 16º       | 18,89 m |                                          |
| 1990 | Europei indoor  | Glasgow      | Getto del peso | Oro       | 21,03 m | Record nazionale                         |
| 1990 | Europei         | Spalato      | Getto del peso | 10º       | 19,62 m |                                          |
| 1991 | Mondiali indoor | Siviglia     | Getto del peso | Argento   | 20,42 m | Miglior prestazione personale stagionale |
| 1992 | Europei indoor  | Genova       | Getto del peso | Bronzo    | 19,99 m |                                          |
| 1992 | Olimpiadi       | Barcellona   | Getto del peso | 6º        | 20,48 m | Miglior prestazione personale stagionale |
| 1993 | Mondiali        | Stoccarda    | Getto del peso | 29º       | 18,07 m |                                          |

## Campionati nazionali
- 5 volte campione nazionale nel getto del peso (1987, 1989, 1991/1993)
- 6 volte nel getto del peso indoor (1986/1988, 1990/1992)

1986
- Oro ai Campionati nazionali austriaci indoor, getto del peso - 19,14 m

1987
- Oro ai Campionati nazionali austriaci indoor, getto del peso - 19,53 m
- Oro ai Campionati nazionali austriaci, getto del peso - 19,37 m

1988
- Oro ai Campionati nazionali austriaci indoor, getto del peso - 19,90 m

1989
- Oro ai Campionati nazionali austriaci, getto del peso - 19,06 m

1990
- Oro ai Campionati nazionali austriaci indoor, getto del peso - 20,01 m

1991
- Oro ai Campionati nazionali austriaci indoor, getto del peso - 20,20 m
- Oro ai Campionati nazionali austriaci, getto del peso - 18,99 m

1992
- Oro ai Campionati nazionali austriaci indoor, getto del peso - 19,47 m
- Oro ai Campionati nazionali austriaci, getto del peso - 19,56 m

1993
- Oro ai Campionati nazionali austriaci, getto del peso - 19,26 m